# Cyr
Cyr (ukr. Цир) – wieś na Ukrainie w obwodzie wołyńskim, w rejonie kamieńskim. W 2001 r. liczyła 1202 mieszkańców.
Do 2020 w rejonie lubieszowskim. 